# Бачев (село)
Бачев (укр. Бачів) — село в Перемышлянской городской общине Львовского района Львовской области Украины.
Население по переписи 2001 года составляло 569 человек. Занимает площадь 3.120 км². Почтовый индекс — 81263. Телефонный код — 3263.